# Альфа Центавра Bb
А́льфа Цента́вра Bb (Alpha Centauri Bb) — сумнівна екзопланета у меншого супутника з подвійної системи Альфа Центавра, зорі Альфа Центавра B. Відстань до цього небесного тіла від Сонячної системи становить приблизно 4,37 світлового року. За станом на 2015 рік вважалася найближчою до Землі екзопланетою. Також є найменшим за масою світом з усіх виявлених біля зір, подібних до Сонця. У жовтні 2012 року відкриття було широко висвітлено в ЗМІ, її виявлення розглядалося як важлива подія в проєктах з вивчення екзопланет. Однак згодом відкриття було визнано помилковим.
Для виявлення Альфа Центавра Bb застосувалися два методи: радіальної швидкості та транзитний. Метод радіальної швидкості фіксує невеликі періодичні відхилення у русі, які можуть бути зумовлені наявністю планети. Транзитний метод мав підтвердити відкриття шляхом візуального спостереження за зорею, з метою побачити планету на її тлі.
Спостереження за транзитною методикою виконувалися з 2012 по 2014 роки. У 2013 році вчені підтвердили наявність планети, але в 2014 році результати цих досліджень були піддані сумніву.
Таким чином, існування Альфа Центавра Bb підтвердити не вдалося. Втім, це не означає, що екзопланети не існує. Можливо, її орбіта пролягає таким чином, що побачити з Землі цю планету на фоні зорі фізично неможливо.

## Фізичні характеристики
Повідомлялося, що Альфа Центавра Bb обертається навколо свого світила на відстані 0,04 а. о.
У березні 2015 року в «The Astrophysical Journal» з'явилася публікація американських астрономів, які обчислили масу екзопланети. Дослідники стверджували, що вона виявилася більшою, ніж вважали раніше.
Так, якщо він дивиться на орбіту збоку, то розрахунки показують, що екзопланета є суперземлею з масою, приблизно втричі більшою від земної. У разі спостерігання орбіти згори, Альфа Центавра Bb можна вважати гарячим юпітером. Попередні орієнтації орбіти відповідають проміжній масі (швидше за все, вона менша від 2,7 MЗ).
Астрономи зробили числове моделювання динамічної стійкості орбіт у тісній подвійній системі Альфи Центавра, зокрема, виявленої екзопланети. Учені протестували різні параметри орбіти цього небесного тіла з урахуванням резонансу Лідова — Козаї та дії припливних сил від зір.

## Критика
У жовтні 2015 року, через три роки після першого повідомлення, дослідники з Оксфордського університету опублікували статтю під назвою «Привид у часових рядах» (англ. Ghost in the Time Series), вказавши на суттєві недоліки в первинному аналізі. Використовуючи ті ж дані, що й Dumusque, команда з Оксфорду виявила, що зміни зумовлені не планетою, а властивістю віконної функції, яка застосовувалась для створення часових рядів для базових спостережень. Щоб довести це твердження, вони замінили реальні астрономічні дані випадково згенерованим шумом й отримали ідентичні результати. Група дійшла висновку, що їх аналіз «підкреслює труднощі виявлення слабких сигналів від планет за методом променевої швидкості».
Dumusque погодився з цим аналізом і визнав, що знайденої ним планети ймовірно не існує.